# Liga Francesa por el Derecho de las Mujeres
La Ligue Française pour le Droit des Femmes (LFDF) (en español: Liga Francesa por el Derecho de las Mujeres) es una organización feminista, fundada en 1882 por Léon Richer y Maria Deraismes, formada por hombres y mujeres con el objetivo de luchar por de un cambio de legislación en defensa los derechos "inherentes a toda persona humana". Fue especialmente activa reclamando el sufragio femenino. Victor Hugo fue nombrado Presidente de Honor. Entre las personas relacionadas con la liga está Camille du Gast que fue vicepresidenta de la organización. 

## Antecedentes
En 1869 el librepensador y feminista Léon Richer fundó el periódico feminista Le Droit des femmes (El Derecho de las mujeres). El 16 de abril de 1870 Léon Richer fundó la "Société pour l'amélioration du sort des femmes" (Sociedad para la mejora de la condición de las mujeres)
El 17 de julio se constituyó el comité central de dirección con María Deraismes, Amélie Bosquet, Léon Richer, Condesa de Guyon, Euphémie Garcin, Nelly Lieuter, de Bove, Marie Ferraud, costurera, Louis Jourdan. El objetivo de la organización fue organizar conferencias y bibliotecas. 
En 1875 Léon Richer tuvo que disolver la sociedad, la resucitó en 1877, dejó la presidencia en 1878 y reconstituyó en 1882 l

## La Liga
Victor Hugo fue nombrado presidente de Honor.
El 11 de marzo de 1910 se celebró la primera reunión sufragista en Francia. Asistió como presidenta de la Liga Marie Bonnevial.
En 1914 la secretaría general de la Liga era Maria Vérone y la presidenta Marie Bonnevial.

## Ideología
El semanario Le Droit des femmes , el 5 de noviembre de 1882 explicaba los propósitos de la Liga, una organización que no era un impulso exclusivamente femenino había hombres comprometidos en la misma causa: “Nuestros más eminentes pensadores, nuestros escritores más renombrados, nuestros hombres políticos más considerables, se pronuncian a favor de una pronta revisión de leyes restrictivas que ejercen un peso demasiado pesado sobre toda una mitad de la especie humana, particularmente sobre las esposas y sobre las madres” ... “El código hace de ella una menor y una incapacitada; las costumbres hacen casi una esclava. La aristocracia de sexo, no es más justificable que la aristocracia de sangre. Los prejuicios sobre la superioridad o inferioridad de los sexos están condenados a desaparecer, como han desaparecido los prejuicios de superioridad o inferioridad de las clases”.